# Yoshiyuki Ōmiya
Yoshiyuki Ōmiya (jap. 近江谷 好幸, Ōmiya Yoshiyuki; * 8. Januar 1959 in Tokoro, Hokkaidō) ist ein japanischer Curler. 
Sein internationales Debüt hatte Ōmiya bei der Pazifikmeisterschaft 1994 in Christchurch, wo er die Silbermedaille gewann.
Ōmiya spielte als Second der japanischen Mannschaft bei den XVIII. Olympischen Winterspielen in Nagano im Curling. Die Mannschaft um Skip Makoto Tsuruga belegte den fünften Platz.
Die Curlerin Anna Ōmiya ist Yoshiyuki Ōmiyas Tochter.

## Erfolge
- 3. Platz Pazifikmeisterschaft 1994, 1995, 1997, 1998, 2005